# Anos de Ouro do Pato Donald
Anos de ouro do Pato Donald é uma coletânea de histórias em quadrinhos Disney em três edições publicada pela Abril Jovem  entre abril e junho de 1988, trazendo a republicação dos primeiros 21 números da edição brasileira da revista O Pato Donald. No ano seguinte, a coleção ganhou o Troféu HQ Mix de "melhor edição especial".